# روز را تصاحب کن
«روز را تصاحب کن» (به انگلیسی: Seize the Day) نام دومین ترانه از گروه هوی متال آمریکایی اونجد سون‌فولد از آلبوم شهر شیطان است. موزیک ویدیو این ترانه در سال ۲۰۰۷ منتشر شد که داستانی شبیه به داستان ویدیو باران نوامبر گروه گانز ان روزز می باشد. ام. شدوز در مصاحبه ای در مورد این ویدیو می گوید: " در این ویدیو ما در اتومبیل های باحال هستیم ولی رانندگی نمی‌کنیم، میدونید چرا؟ این یک داستانی دارد. این فقط نمایانگر زرق و برق ها نیست بلکه در مورد واقعیت است. تمام سناریو های ویدیو بر اساس واقعیت است".